# Władysław Bułka
Władysław Bułka (ur. 29 marca 1936 w Rycerce Górnej, zm. 3 czerwca 2017 w Lipowej) – polski polityk, dziennikarz i związkowiec, poseł na Sejm II i III kadencji, senator V kadencji.

## Życiorys
Uczęszczał do szkoły zawodowej przy Żywieckiej Fabryce Papieru „Solali”, pracował w tym zakładzie do 1956, kiedy to został powołany do wojska. Po odbyciu służby wojskowej pracował w aparacie organizacyjnym Związku Młodzieży Socjalistycznej. W 1957 wstąpił do Polskiej Zjednoczonej Partii Robotniczej. Ukończył w tym czasie wieczorowe liceum ogólnokształcące i studium nauczycielskie w Tarnowie. W latach 1970–1974 był wiceprzewodniczącym Miejskiej Rady Narodowej w Żywcu, a od 1974 do 1989 dyrektorem Przedsiębiorstwa Gospodarki Komunalnej i Mieszkaniowej w tym mieście. Uzupełniał wykształcenie na uczelniach krakowskich – w Wyższej Szkole Pedagogicznej (w 1978 ukończył studia na Wydziale Humanistycznym) i Akademii Ekonomicznej (w 1986 ukończył studia podyplomowe na kierunku zarządzanie i organizacja).
W 1988 został redaktorem naczelnym „Gazety Żywieckiej”. Został członkiem oddziału krakowskiego Związku Literatów Polskich. Zasiadał też we władzach Ogólnopolskiego Porozumienia Związków Zawodowych.
Od 1999 działacz Sojuszu Lewicy Demokratycznej. W latach 1993–2001 z listy SLD sprawował mandat posła II i III kadencji, następnie do 2005 zasiadał w Senacie, reprezentując okręg bielski. W 2005 nie został ponownie wybrany.
Syn Wojciecha i Anny. Był żonaty, miał dwoje dzieci (syna Grzegorza i córkę Grażynę).